# Ткаченко, Глеб Николаевич
Глеб Никола́евич Ткаче́нко (15 мая 1923, Полтавская губерния — 12 декабря 2013, Москва) — советский военачальник, командир 1-го корпуса ПВО 1-й армии ПВО особого назначения ордена Ленина Московского округа ПВО (1970—1980), генерал-лейтенант.

## Биография
Родился 13 декабря 1922 года в городе Кременчуг Кременчугского уезда Полтавской губернии Украинской ССР (ныне — Кременчугского района Полтавской области Украины). Украинец.
Отец — Николай Васильевич Ткаченко (1894—1978). Мать — Татьяна Григорьевна Ткаченко (1898—1978).
В 1934 году семья переехала в город Сумы, куда отец Глеба был направлен на работу в горисполком. Окончив в 1940 году среднюю школу, поступил на физико-математический факультет Сумского педагогического института.
С началом Великой Отечественной войны оставил учёбу в институте и поступил в Сумское артиллерийское училище, которое объявило набор на ускоренный курс обучения. С июля 1941 года — в Красной Армии.
В течение всего сентября 1941 года батальоны, сформированные на базе училища, вели ожесточённые бои с немецкими танками. За это время семья Ткаченко успела переехать в Саратовскую область. В дальнейшем отец оказался в городе Нижний Тагил Свердловской области, где всю войну работал на танковом заводе. В начале ноября 1941 года Сумское артиллерийское училище было направлено в город Ачинск Красноярского края, где к марту 1942 года Г. Н. Ткаченко прошёл курс подготовки артиллерийских командиров и получил воинское звание лейтенанта.
По окончании училища лейтенант Г. Н. Ткаченко был направлен в артиллерийский полк 173-й стрелковой дивизии 50-й армии Западного фронта. Это была одна из дивизий народного ополчения, которая принимала активное участие в Битве за Москву. После тяжелейших боев под Вязьмой дивизия понесла большие потери и была выведена во второй эшелон для пополнения.
В конце августа 1942 года в составе 173-й дивизии был направлен эшелоном в Сталинград. Участник Сталинградской битвы. Был назначен начальником разведки дивизиона, а вскоре — начальником штаба 1-го дивизиона 979-го артиллерийского полка. За успешные боевые действия по уничтожению сталинградской группировки противника 1 марта 1943 года 173-й стрелковой дивизии было присвоено почётное звание «гвардейская» и новый войсковой номер — 77.
В 1943—1945 годах служил начальником штаба 1-го дивизиона 156-го гвардейского артиллерийского полка 77-й гвардейской стрелковой дивизии, помощником начальника штаба артиллерии, начальником разведки артиллерии и вновь помощником начальника штаба артиллерии 77-й гвардейской стрелковой дивизии в составе 61-й армии Брянского и Центрального фронтов, 69-й армии 1-го Белорусского фронта. Участвовал в Орловской операции, в боях на Украине и в Белоруссии. Дошёл до Берлина. Войну закончил в звании гвардии капитана. Награждён 5 боевыми орденами и 4 боевыми медалями.
После войны продолжил службу в 77-й гвардейской стрелковой дивизии, которая с 1946 года дислоцировалась под Архангельском на Лесной речке. 7 июня 1946 года дивизия была переформирована в 10-ю отдельную гвардейскую стрелковую Черниговскую ордена Ленина Краснознамённую ордена Суворова бригаду, и гвардии майор Г. Н. Ткаченко был назначен помощником начальника штаба этой бригады.
В 1947 году был направлен в Высшую офицерскую штабную школу в городе Коломна Московской области. Окончив школу с отличием, преподавал артиллерийскую стрельбу и управление огнём. В 1951—1952 годах находился в командировке в Китайской Народной Республике, где оказывал помощь в подготовке командных кадров для артиллерии.
В 1953 году поступил в Военную академию имени М. В. Фрунзе. по окончании которой получил назначение на должность начальника штаба зенитного ракетного полка в 1-й армии ПВО особого назначения (1А ПВО ОсН), сформированной для защиты воздушного пространства Москвы и Центрального промышленного района.
В 1960—1964 годах — заместитель начальника, а в 1964—1966 годах — начальник оперативного отдела штаба 1А ПВО ОсН (штаб армии — в городе Балашиха Московской области). В ноябре 1967 года получил воинское звание генерал-майора артиллерии. С 1968 года в Ставропольском крае и Оренбургской области осуществлял руководство оперативной группой Войск ПВО страны по оказанию помощи в уборке урожая зерновых. Окончил курсы усовершенствования высшего командного состава в Военной командной академии ПВО (ныне — Военная академия воздушно-космической обороны имени Маршала Советского Союза Г. К. Жукова) в городе Калинин (ныне — Тверь).
В 1970—1980 годах — командир 1-го корпуса ПВО 1-й армии ПВО особого назначения ордена Ленина Московского округа ПВО (штаб корпуса — в деревне Петровское Ленинского района Московской области.
На протяжении 10 лет бессменно являлся командиром одного из четырёх корпусов 1-й армии ПВО особого назначения, выполняющей задачи по охране воздушных рубежей столицы СССР — города Москвы.
Генерал-майор Александр Горелкин, заместитель командира 1-го корпуса ПВО (1970—1977), заместитель командующего 1-й армией ПВО особого назначения по боевой подготовке в 1977—1985 годах (Эхо войны — М.: Берегиня, 1995, с. 149).
 Многих хороших, даже очень хороших и любимых мною своих начальников и сослуживцев я уже упоминал в своих воспоминаниях. Однако о генерале Ткаченко Г. Н. можно было бы писать и писать… 

Прослужили мы с ним вместе, в одном соединении одиннадцать лет, причём я у него был всё время в помощниках. Таких организаторов, ни до службы с ним, ни после моего ухода из соединения на высшую должность — мне встречать не приходилось. 

За одиннадцать лет ни разу не повысил голоса; если и сделает замечание или упрёк, в нашем деле всякие ошибки бывают и большие и малые, такова жизнь, так он это сделает так тактично и тонко, что тебе хоть сквозь землю провалиться за свою оплошность. В управлении и штабе соединения всегда была деловая обстановка. Офицеры в отделах и службах управления знали, что нужно делать, никогда не было горячки и штурмовщины. Добивались мы хороших успехов в боевой подготовке, в несении боевого дежурства, в боевой готовности. В боевых стрельбах занимали обычно первые места. Во всём этом у нас был свой «почерк», своя методика, которая позволяла нам удерживать в течение многих лет передовые места в объединении и Войсках ПВО страны. 

Командиры частей чувствовали себя уверенно, на «ковёр» к генералу шли без боязни, но выходили иногда мокрыми от пота, коль по делу получали нагоняй…
С 1980 года генерал-лейтенант артиллерии Г. Н. Ткаченко — в запасе, а затем — в отставке.
После увольнения из Вооружённых Сил на протяжении 15 лет возглавлял Совет ветеранов 77-й гвардейской стрелковой Московско-Черниговской, орденов Ленина, Красного Знамени, Суворова 2-й степени дивизии. Являясь наставником молодёжи, Глеб Николаевич регулярно навещал учеников школы № 156 города Москвы, которые всегда с удовольствием слушали рассказы ветерана. В дар школьному музею «Никто не забыт, ничто не забыто» генерал Г. Н. Ткаченко передал свой китель, большое количество фотографий и военных книг.
Жил в Москве. Умер 12 декабря 2013 года.
Генерал-лейтенант артиллерии. Генерал-лейтенант (26.04.1984).

## Награды
- орден Красного Знамени (28.05.1945[2]);
- 3 ордена Отечественной войны 1-й степени (07.10.1944[3]; 22.05.1945[4]; 11.03.1985[5]);
- орден Отечественной войны 2-й степени (25.08.1943[6]);
- 2 ордена Красной Звезды (в том числе 09.03.1943[7]);
- орден «За службу Родине в Вооружённых Силах СССР» 3-й степени;
- орден «Знак Почёта»;
- медали СССР и Российской Федерации;
- медаль «Китайско-советская дружба» (КНР).

## Семья
Глеб Николаевич был женат. Жена — Римма Ивановна Ткаченко (1929—2020).

Сын — Александр (род. 1953).

Дочь — Елена (род. 1960).